# Deense parlementsverkiezingen september 1953
Op 22 september 1953 werden parlementsverkiezingen gehouden in Denemarken. Het waren de eerste verkiezingen waarbij de nieuwe Deense Grondwet van kracht was waarbij het tweekamersysteem was afgeschaft. De Sociaaldemocraten bleven de grootste partij in het Folketing, met 74 van de 179 zetels. 86% van de gerechtigde kiezers bracht ook effectief zijn stem uit, in Groenland was dit 68,6%.

## Resultaten

### Denemarken
| Partij                    | Stemmen   | %    | Zetels | +/–   |
| ------------------------- | --------- | ---- | ------ | ----- |
| Socialdemokraterne        | 894.913   | 41,3 | 74     | +13   |
| Venstre                   | 499.656   | 23,1 | 42     | +9    |
| Conservatieve Volkspartij | 364.960   | 16,8 | 30     | +4    |
| Radikale Venstre          | 169.295   | 7,8  | 14     | +1    |
| Communistische Partij     | 93.824    | 4,3  | 8      | +1    |
| Rechtvaardigheidspartij   | 75.449    | 3,5  | 6      | –3    |
| Onafhankelijkheidspartij  | 58.573    | 2,7  | 0      | Nieuw |
| Slesvigsk Parti           | 9.721     | 0,5  | 1      | +1    |
| Ongeldige/Blanco stemmen  | 5.645     | –    | –      | –     |
| Totaal                    | 2.172.036 | 100  | 175    | +26   |

| Stemming | Stemming | Stemming | Stemming | Stemming |
| -------- | -------- | -------- | -------- | -------- |
|          |          |          |          |          |
| A        | A        |          | 41,31%   | 41,31%   |
| D        | D        |          | 23,06%   | 23,06%   |
| C        | C        |          | 16,85%   | 16,85%   |
| B        | B        |          | 7,81%    | 7,81%    |
| K        | K        |          | 4,33%    | 4,33%    |
| E        | E        |          | 3,48%    | 3,48%    |
| U        | U        |          | 2,70%    | 2,70%    |
| Anderen  | Anderen  |          | 0,45%    | 0,45%    |

### Faeröer
Slechts twee kandidaten streden voor het kiesdistrict Faeröer bestaande uit twee zetels, een van de Eenheidspartij en de andere van de Gelijkheidspartij. Beide werden zonder tegenstand herkozen.

### Groenland
| Partij                   | Stemmen | %   | Zetels |
| ------------------------ | ------- | --- | ------ |
| Onafhankelijken          | 6.183   | 100 | 2      |
| Ongeldige/Blanco stemmen | 232     | –   | –      |
| Totaal                   | 6.415   | 100 | 2      |